# Einfarbiger Langhornbock
Der Einfarbige Langhornbock, Schusterbock oder Einfarbiger Fichtenbock (Monochamus sutor) ist ein Käfer aus der Familie der Bockkäfer (Cerambycidae).

## Merkmale
Die Käfer erreichen eine Länge von 15 bis 24 Millimetern, ihre langen und kräftigen Beine weisen sie als gute Kletterer aus. Ihre Körperfarbe ist dunkel bis schwarz, Teile des Halsschildes und die Fühler können leicht rötlich gefärbt sein. Auf den Deckflügeln gibt es je drei Bereiche, auf denen mehrere helle, feine Flecken erkennbar sind, die durch die Behaarung bedingt sind. Die Zeichnung ist jedoch so variabel, dass sie keine sichere Abgrenzung zum Bäckerbock (Monochamus galloprovincialis) und zum Schneiderbock (Monochamus sartor) zulässt. Eine sichere Unterscheidung bietet nur die Behaarung des Schildchens (Scutellum), das zwischen der Basis der beiden Flügeldecken liegt. Es ist beim Schusterbock bis auf eine kahle Mittellinie dicht hell behaart. Bei Vergrößerung des Bildes rechts ist dies deutlich zu sehen.
Wie alle Arten der Unterfamilie Lamiinae hat der Schusterbock eine Furche auf der Innenseite der Vorderschiene, das Endglied des Kieferntasters ist zugespitzt und der Kopf fällt vorn senkrecht ab, so dass die Mundwerkzeuge nach unten zeigen. Der Halsschild trägt auf jeder Seite einen deutlichen spitzen Höcker, der bei Monochamus vor der Mitte des Halsschildes liegt. Das kräftige erste Fühlerglied ist am Ende abgestutzt. Es ist deutlich kürzer als das dritte. Wie bei allen Monochamusarten erscheinen nur die Fühler der Weibchen durch eine helle Behaarung der Basis der Fühlerglieder geringelt. Sie sind etwas mehr als körperlang, beim Männchen etwa doppelt so lang.

## Vorkommen
Der Schusterbock kommt in Mitteleuropa (Südareal der Verbreitung) hauptsächlich im Bergland vor, weiter in Skandinavien (Nordareal der europäischen Vorkommen), Sibirien, Mongolei, Mandschurei, Korea und Japan. Funde aus der Ebene sind vermutlich durch Holztransport eingeschleppt. Man findet den Käfer von Juli bis September an frisch gefällten Stämmen und dicken Ästen von Nadelholz, bevorzugt Fichten und Tannen.

## Lebensweise und Entwicklung
Die Käfer benagen die Rinde junger Zweige. Die Weibchen legen ihre Eier ab. Sie nagen dazu einen Trichter in die Rinde. Die Bäume dürfen nicht entrindet sein, da die Larven anfangs auf das nährstoffreiche Kambium der Bastschicht angewiesen sind. Sie fressen zunächst nur knapp unter der Rinde, mit zunehmendem Alter dringen sie aber tiefer in das Holz ein und können so schädlich werden. Die Entwicklung dauert meist drei Jahre. Laut Horion gilt die Art als gefürchteter Schädling an Bauholz aus Fichte.